# ウィリアム・ボークラーク (第9代セント・オールバンズ公爵)
第9代セント・オールバンズ公爵ウィリアム・オーブリー・ド・ヴィアー・ボークラーク（英語: William Aubrey de Vere Beauclerk, 9th Duke of St Albans、1801年3月24日 – 1849年5月27日）は、イギリスの貴族。1816年から1825年までバーフォード伯爵の儀礼称号を使用した。

## 生涯
第8代セント・オールバンズ公爵ウィリアム・ボークラークとマリア・ジャネッタ・ネルソープ（1822年1月17日没、ジョン・ネルソープの娘）の長男として、1801年3月24日に生まれた。
1825年7月17日に父が死去すると、セント・オールバンズ公爵の爵位を継承した。
1828年6月30日にケンブリッジ大学クライスツ・カレッジに入学、同年にLL.D.の名誉学位を授与された。
1831年9月8日のウィリアム4世戴冠式では王笏を持つ役割だった。
1849年5月27日に死去、息子ウィリアム・アメリアス・オーブリーが爵位を継承した。レッドボーンで埋葬された。

## 家族
1827年6月16日、元女優で銀行家トマス・クーツの後妻で未亡人のハリエット・メロン（1777年11月11日 - 1837年8月6日、マシュー・メロンの娘）と結婚した。ハリエットは亡夫より巨額の財産を相続しており、ウィリアムより24歳も年上であった。2人の間に子供はいなかった。ハリエットが死去した際、ウィリアムは6万ポンドと年1万ポンドの年金を手に入れた。
1839年5月29日、エリザベス・キャサリン・ガビンズ（Elizabeth Catherine Gubbins、1813年 - 1893年12月2日、ジョセフ・ガビンズの娘）と再婚、1男1女を儲けた。
- ウィリアム・アメリアス・オーブリー・ド・ヴィアー（英語版）（1840年4月15日 – 1898年5月10日） - 第10代セント・オールバンズ公爵
- ダイアナ・ド・ヴィアー（1842年 – 1905年4月1日） - 1872年12月18日、サー・ジョン・ウォルター・ハドルストン（英語版）（1815年 – 1890年）と結婚、子供なし